# Hamartoblastoma
Hamartoblastoma (z hamarto-, od gr. ἁμαρτία = błąd + -blastoma) – guz nowotworowy wywodzący się ze zmiany o charakterze hamartoma.